# VW SP2
Der VW SP war ein von 1972 bis 1976 von Volkswagen do Brasil in São Bernardo do Campo – im  Großraum São Paulo – hauptsächlich für den dortigen Markt produziertes Sportcoupé. Das Kürzel „SP“ soll für São Paulo oder, anderen Quellen zufolge, für Special Project, Sport Prototype, Special Performance oder SPort-Car gestanden haben.

## Geschichte
In den 1970er Jahren war in Brasilien der Import von Kraftfahrzeugen und anderen Luxusgütern verboten, beziehungsweise durch extrem hohe Zölle fast unmöglich gemacht. Die einzigen sportlichen Autos, die es noch gab, waren bereits veraltet, wie zum Beispiel der VW Karmann-Ghia und sein Nachfolger, der wenig erfolgreiche, nur in Brasilien produzierte Karmann Ghia TC. Einige unabhängige brasilianische Hersteller besetzten aber mit einigem Erfolg diese Nische, so etwa Puma oder Santa Matilde.

## Projekt X
Am 1. März 1968 übernahm Rudolf Leiding die Leitung von Volkswagen do Brasil in São Bernardo do Campo. Im Jahr 1970 startete er eine Initiative unter dem Arbeitsnamen Projekt X: Ein Sportwagen sollte das biedere Bild von Volkswagen in Brasilien aufpolieren. Mit Márcio Lima Piancastelli und José Vicente Novita Martins fand Leiding ebenso begabte wie eifrige Designer. Der leitende Ingenieur war anfänglich Dr. Paulo Iványi, später Wilhelm Schmiemann. Das Ergebnis war eine Modellstudie, die als erster Volkswagen das später für den deutschen VW 412 kopierte „Leiding-Gesicht“ trug. Die Modellstudie wurde am 24. März 1971 auf der deutschen Industriemesse in São Paulo, Área do Parvilhão da Bienal do Parque do Ibirapuera, präsentiert.
Bei der Entstehung und Produktion des Sport-Coupés von VW do Brasil waren drei Firmen beteiligt:
- Volkswagen do Brasil, Fabrik 2 in São Paulo: Entwurf, Projektierung und Entwicklung des VW SP.
- Volkswagen do Brasil, Fabrik Anchieta in São Bernardo do Campo: Produktion aller Blechteile. Herstellung der Chassis, Motoren, Getriebe und Achsen auf einer speziellen Produktionslinie.
- Karmann-Ghia do Brasil in São Bernardo do Campo: Fertigung der Rohkarossen aus den von Volkswagen gelieferten Blechen in reiner Handarbeit gemeinsam mit dem Karmann Ghia TC in einer Fertigungsstraße.
- Volkswagen do Brasil, Fabrik Anchieta in São Bernardo do Campo: Lackierung der bei Karmann-Ghia geschweißten Rohkarosserien, aus Qualitätsgründen.
- Karmann-Ghia do Brasil in São Bernardo do Campo: „Hochzeit“ der bei Volkswagen lackierten Karosserien mit den bei Volkswagen komplettierten Bodengruppen und Vervollständigung der Fahrzeuge.
- Volkswagen do Brasil, Fabrik Anchieta in São Bernardo do Campo: Endkontrolle und Auslieferung der verkaufsfertig von Karmann-Ghia do Brasil gelieferten Sport-Coupés.
- Volkswagen do Brasil, Fabrik 2 in São Paulo: Produktionsbegleitende Fahrzeugerprobung auf der dortigen Teststrecke.

## Die Serienmodelle

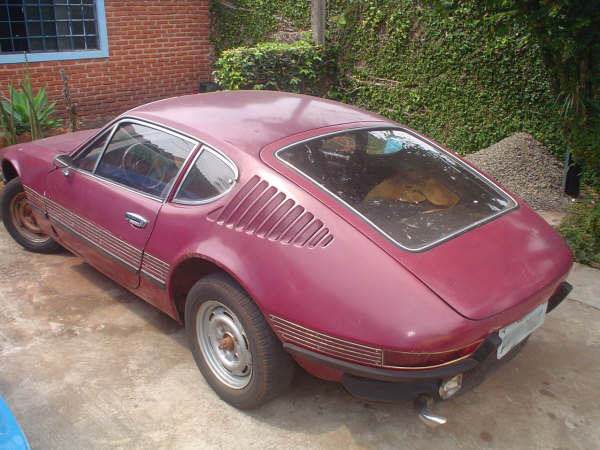
Heck eines VW SP2

Der Serien-SP2 basierte auf der Plattform des brasilianischen VW 1600 Variant mit einer Vorderachse vom VW Käfer, besaß aber einen auf 1700 cm3 vergrößerten Vierzylinder-Boxermotor (Motorkennung „BL“, Flachkühler wie beim Typ 3). Dieser leistete 65 (DIN)‑PS und verlieh dem SP2 bei einem Normverbrauch von 10,5 l/100 km eine Höchstgeschwindigkeit von 161 km/h. Für den Spurt auf 100 km/h benötigte der SP2 17,4 Sekunden. Daneben gab es mit dem SP1 eine schwächere und spartanischer ausgestattete Variante mit einem 54 (DIN)‑PS starken 1,6-Liter-Boxermotor und 149 km/h Höchstgeschwindigkeit (Motorkennung „BV“), die aber im Juli 1974 eingestellt wurde. Es wurden nur 84 Stück davon verkauft.
Beiden SP-Modellen machte ein gewisser Leistungsmangel zu schaffen; einem zeitgenössischen Scherz zufolge stand das SP im Modellnamen für Sem Potência (portugiesisch für „ohne Leistung“). Der SP war, trotz seiner schnittigen Form, deutlich langsamer als etwa der Puma, obwohl hier wie dort ganz ähnliche Motoren eingebaut wurden. Allerdings war der Puma wegen seiner Karosserie aus glasfaserverstärktem Kunststoff wesentlich leichter.
Der SP besaß zwei Kofferräume; einen 140 Liter fassenden unter der vorderen Haube und ein 205 Liter fassendes Abteil im Heck, das über eine große Klappe zugänglich war. Trotz vieler guter Eigenschaften fand der SP zu wenige Abnehmer, weshalb im Februar 1976 die SP2-Produktion beendet wurde. Insgesamt entstanden 10.206 Exemplare, von denen ca. 680 in den Export gingen (offiziell nicht nach Europa). Ein von Volkswagen do Brasil von Astral-Blau metallic auf Lotus-Weiß umlackiertes Exemplar von 1973 ist in der Sammlung der Stiftung AutoMuseum Volkswagen in Wolfsburg zu sehen. Der SP2 kostete in Brasilien 29.700 Cruzeiros (damals rund 16.000 Mark), was etwa zwei VW Käfern 1300 entsprach.

Bildergalerie
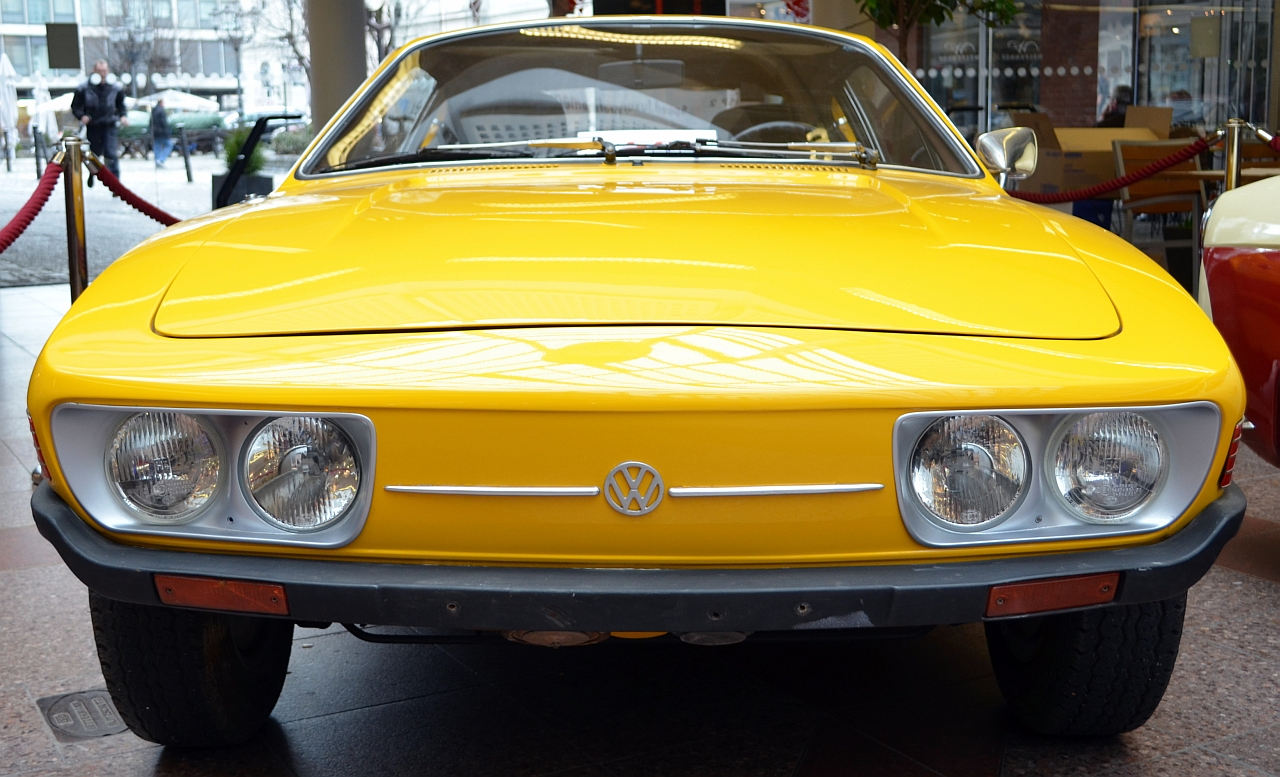
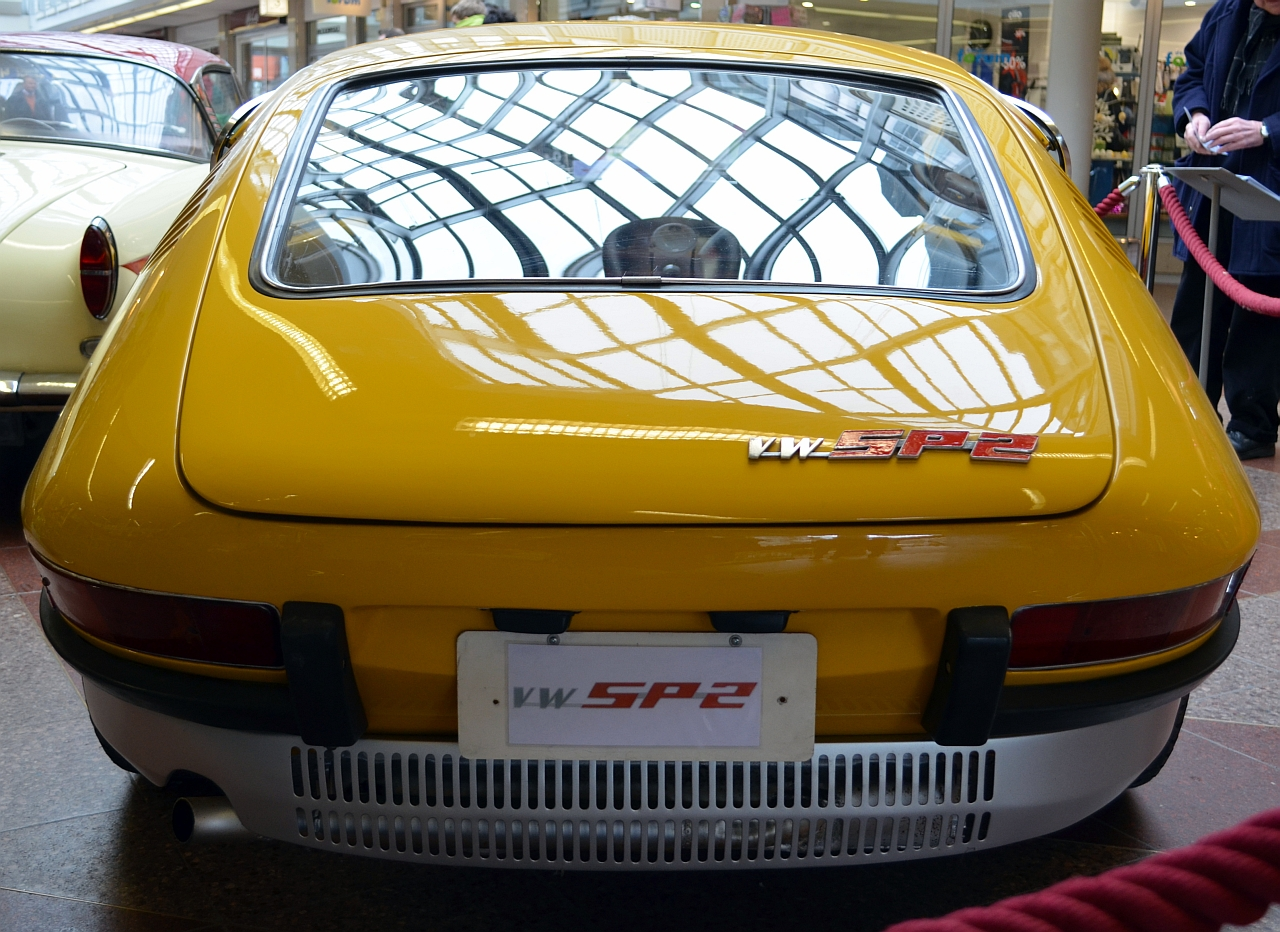
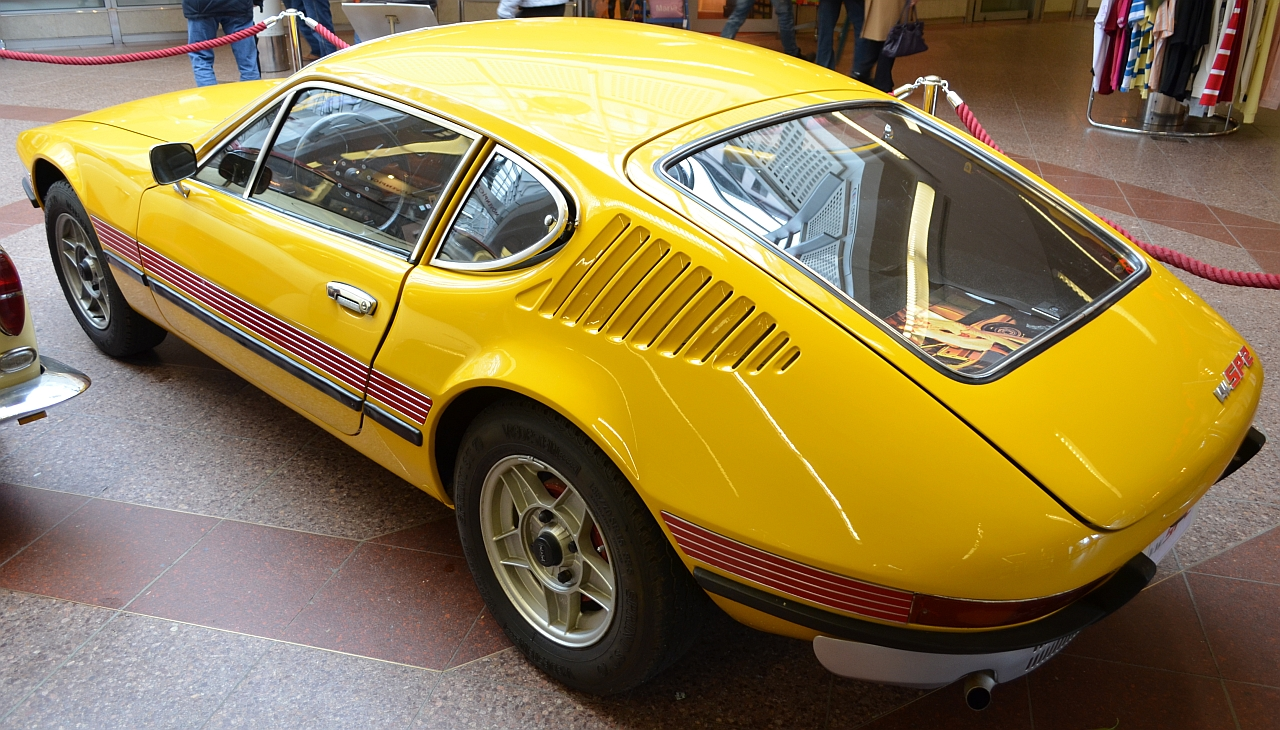
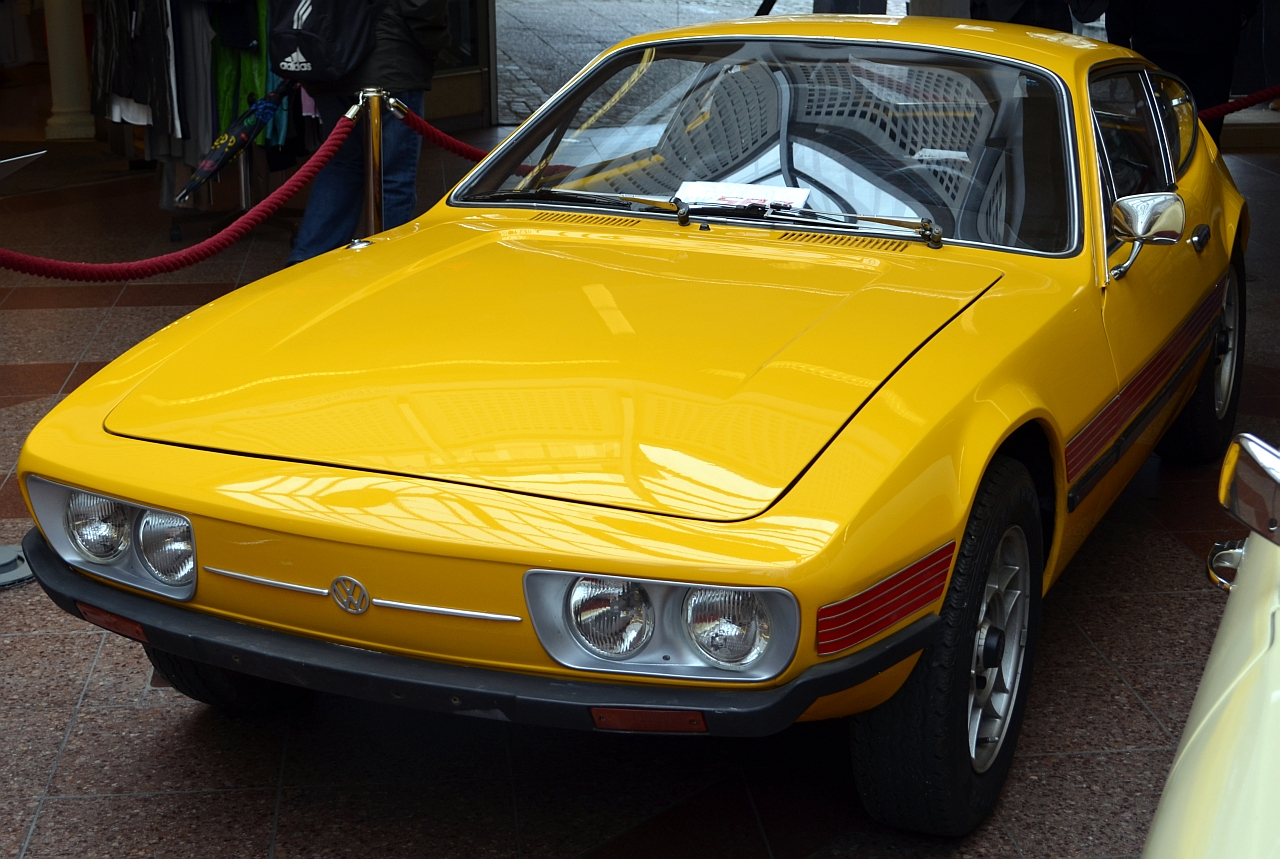
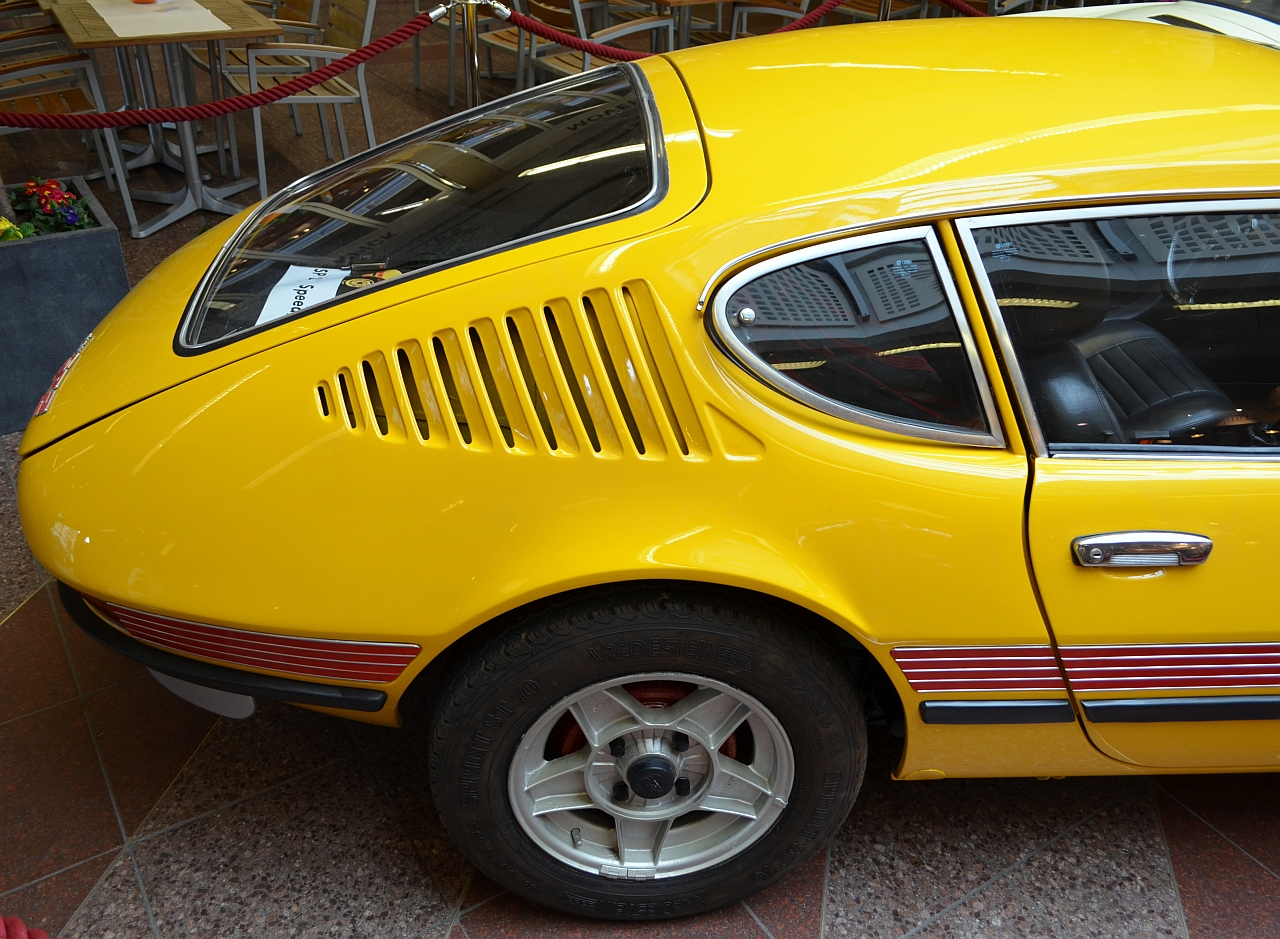

## Technische Daten
| Technische Daten VW SP1 / SP2         | Technische Daten VW SP1 / SP2                                      | Technische Daten VW SP1 / SP2                                      | Technische Daten VW SP1 / SP2                                |
|                                       | VW SP1 1600:                                                       | VW SP2 1700:                                                       |                                                              |
| ------------------------------------- | ------------------------------------------------------------------ | ------------------------------------------------------------------ | ------------------------------------------------------------ |
| Motor:                                | 4-Zylinder-Boxermotor (Viertakt)                                   | 4-Zylinder-Boxermotor (Viertakt)                                   |                                                              |
| Hubraum:                              | 1584 cm³                                                           | 1678 cm³                                                           |                                                              |
| Bohrung × Hub:                        | 85,5 × 69 mm                                                       | 88 × 69 mm                                                         |                                                              |
| Leistung bei 1/min:                   | 40 kW (54 DIN-PS) bei 4200                                         | 48 kW (65 DIN-PS) bei 4600                                         |                                                              |
| Max. Drehmoment bei 1/min:            | 110 Nm bei 2600                                                    | 121 Nm bei 3000                                                    |                                                              |
| Verdichtung:                          | 7,2:1                                                              | 7,5 :1                                                             |                                                              |
| Gemischaufbereitung:                  | 2 Fallstromvergaser Solex 32 PDSIT                                 | 2 Fallstromvergaser Solex 34 PDSIT                                 |                                                              |
| Ventiltrieb:                          | Zentrale Nockenwelle, Antrieb über Zahnräder                       | Zentrale Nockenwelle, Antrieb über Zahnräder                       |                                                              |
| Kühlung:                              | Luftkühlung (Gebläse)                                              | Luftkühlung (Gebläse)                                              |                                                              |
| Getriebe:                             | 4-Gang-Getriebe, Mittelschaltung Hinterradantrieb                  | 4-Gang-Getriebe, Mittelschaltung Hinterradantrieb                  |                                                              |
| Radaufhängung vorn:                   | Doppel-Kurbellenkerachse, Quertorsionsstäbe                        | Doppel-Kurbellenkerachse, Quertorsionsstäbe                        |                                                              |
| Radaufhängung hinten:                 | Pendelachse, Längslenker, Ausgleichsfeder, Quertorsionsstäbe       | Pendelachse, Längslenker, Ausgleichsfeder, Quertorsionsstäbe       | Pendelachse, Längslenker, Ausgleichsfeder, Quertorsionsstäbe |
| Bremsen:                              | Scheibenbremsen vorne (Durchmesser 27,8 cm), Trommelbremsen hinten | Scheibenbremsen vorne (Durchmesser 27,8 cm), Trommelbremsen hinten |                                                              |
| Lenkung:                              | Schneckenlenkung                                                   | Schneckenlenkung                                                   |                                                              |
| Karosserie:                           | Stahlblech, auf Zentralrohrrahmen                                  | Stahlblech, auf Zentralrohrrahmen                                  |                                                              |
| Spurweite vorn/hinten:                | 1342/1380 mm                                                       | 1342/1380 mm                                                       |                                                              |
| Radstand:                             | 2400 mm                                                            | 2400 mm                                                            |                                                              |
| Abmessungen:                          | 4212 × 1610 × 1158 mm                                              | 4212 × 1610 × 1158 mm                                              |                                                              |
| Leergewicht:                          | 890 kg                                                             | 890 kg                                                             |                                                              |
| Höchstgeschwindigkeit:                | 149 km/h                                                           | 161 km/h                                                           |                                                              |
| 0–100 km/h:                           | 16,0 Sek.                                                          | 15,0 Sek.                                                          |                                                              |
| Verbrauch (Liter/100 Kilometer, DIN): | 8,3 N                                                              | 8,0 N                                                              |                                                              |

## SP3

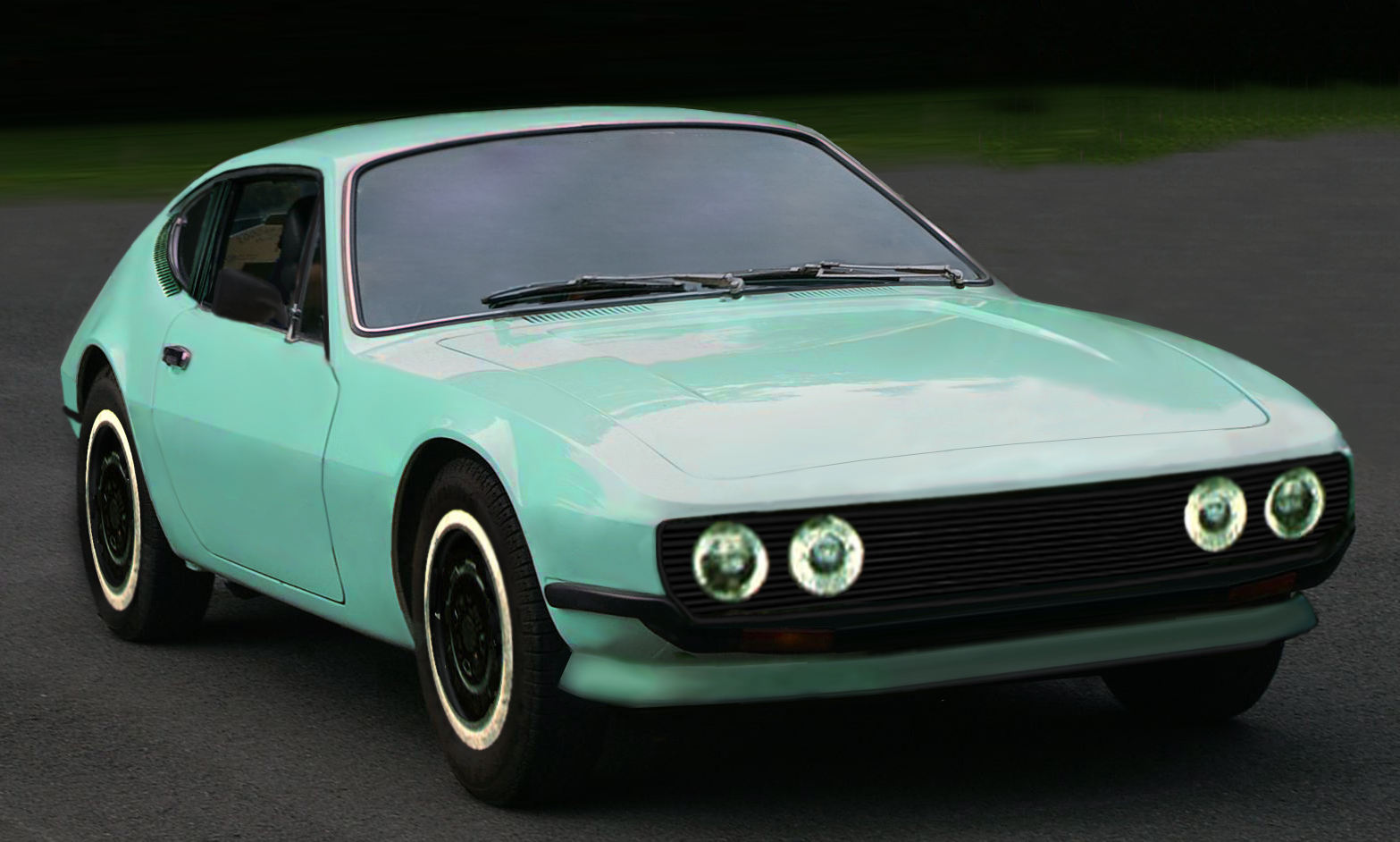
Dacon SP3-Prototyp

Zur Behebung des Leistungsmangels des VW SP2 gab es mehrere Versuche und unterschiedliche Ansätze. Zwei dieser Versuche sollen hier kurz vorgestellt werden:
Volkswagen do Brasil entwickelte den Prototyp Volkswagen SP3. Dieser hatte das Fahrgestell und den Motor des VW Passat TS mit wassergekühltem 1,6-Liter-Reihenvierzylinder, einer Verdichtung von 7,5:1, Doppelvergaser und einer Leistung von 85 SAE‑PS. Die Tests für den VW SP3 waren bereits so weit vorangeschritten, dass Volkswagen die Präsentation des Wagens auf dem 10. Autosalon im November 1976 plante. Doch dazu kam es aus firmenpolitischen Gründen nicht.
Die Idee, ein Nachfolgermodell für den SP2 zu kreieren, griff nun die Fahrzeugschmiede Dacon S.A. in São Paulo auf, baute jedoch ihren SP3 auf der Bodengruppe des SP2. Äußerlich unterschied sich der Dacon SP3 vom SP2 durch seine glatteren Flächen ohne die roten, umlaufenden Seiten-Zierleisten und den schwarzen Gummischutz und durch Felgen der Größe 6J×13 (vom Passat). Die charakteristischen Lufteinlässe des SP2 wichen diskreten Schlitzen an den hinteren Seitenscheiben und über der vorderen Stoßstange saß ein breiter schwarzer Kühlergrill. Der Motor mit 1,8 Litern Hubraum und einer Verdichtung von 8,5:1 leistete 100 SAE‑PS und blieb im Heck. Im Motorraum befand sich auch der Kompressor für eine Klimaanlage, wohingegen der Wasserkühler in der Front saß. Im Innenraum fanden sich lederbezogene Porsche-Sitze (Dacon war bis zum Importverbot auch Porsche-Händler). Getriebe, Fahrwerk und Bremsen (vorne Scheiben, hinten Trommeln) entsprachen dem SP2, wurden jedoch der höheren Leistung angepasst und verstärkt. Der Prototyp erreichte eine Spitzengeschwindigkeit von 180 km/h und wurde bei Karmann-Ghia do Brasil gefertigt. Ausgangsbasis für den Dacon SP3 war immer ein SP2, sodass für Dacon das Produktionsende des VW SP2 im Februar 1976 ein großes Problem darstellte. Durch den extrem hohen Preis (allein der Umbau eines SP2 zu einem Dacon SP3 sollte 20 % mehr kosten als ein fabrikneuer Puma GTE) war die Nachfrage aber sehr gering.